# 達杜河
43°44′11″N 01°47′24″E / 43.73639°N 1.79000°E

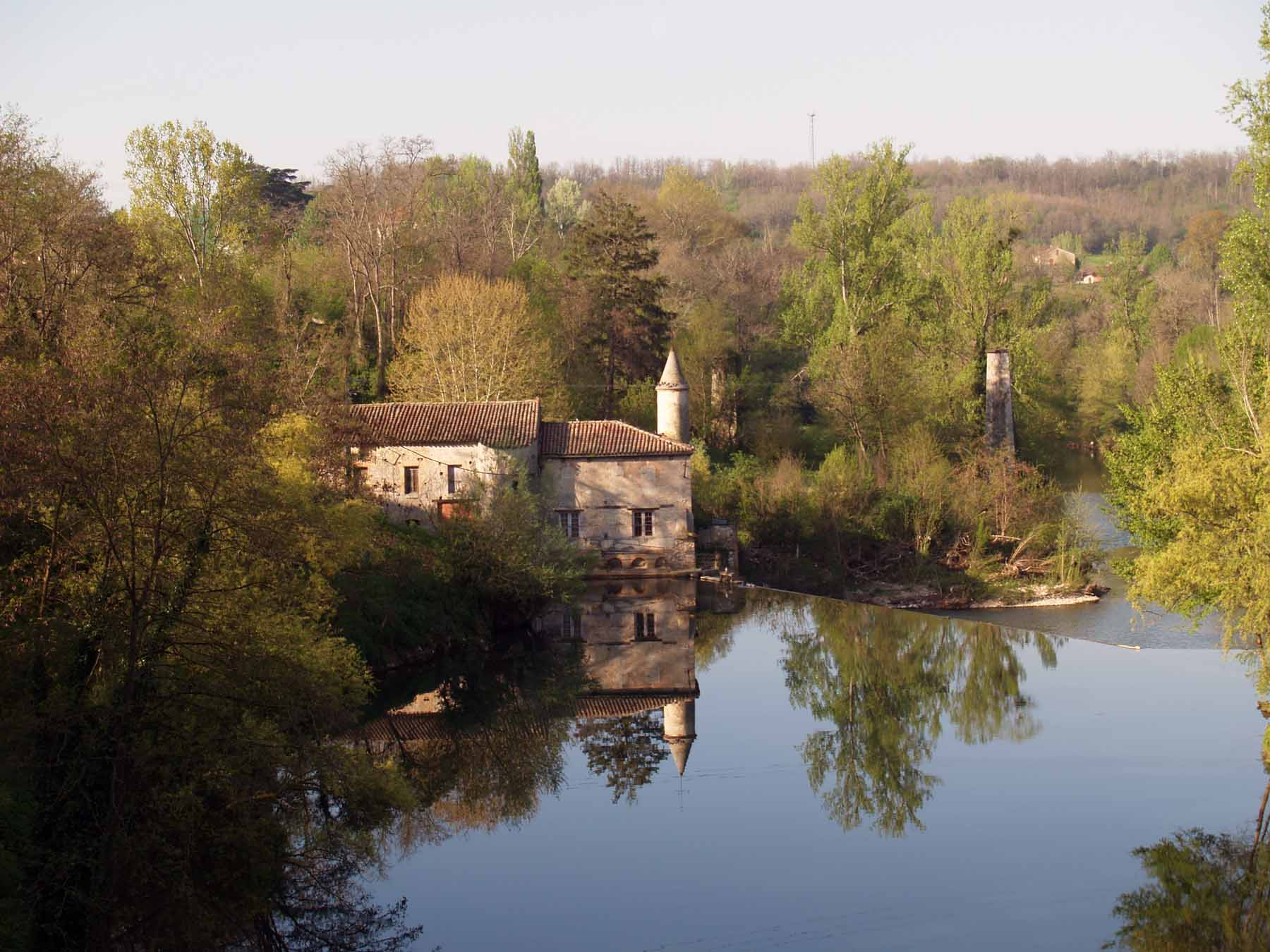

達杜河是法國的河流，位於該國南部，屬於阿古河的右支流，河道全長115.9公里，流域面積858平方公里，平均流量每秒12立方米，發源自聖薩爾維德卡爾卡韋，河口處在昂布勒。

## 外部連結
- http://www.geoportail.fr （页面存档备份，存于）
- The Dadou at the Sandre database （页面存档备份，存于）